# Puya micrantha
Puya micrantha là một loài thực vật có hoa trong họ Bromeliaceae. Loài này được Mez miêu tả khoa học đầu tiên năm 1906.

## Hình ảnh

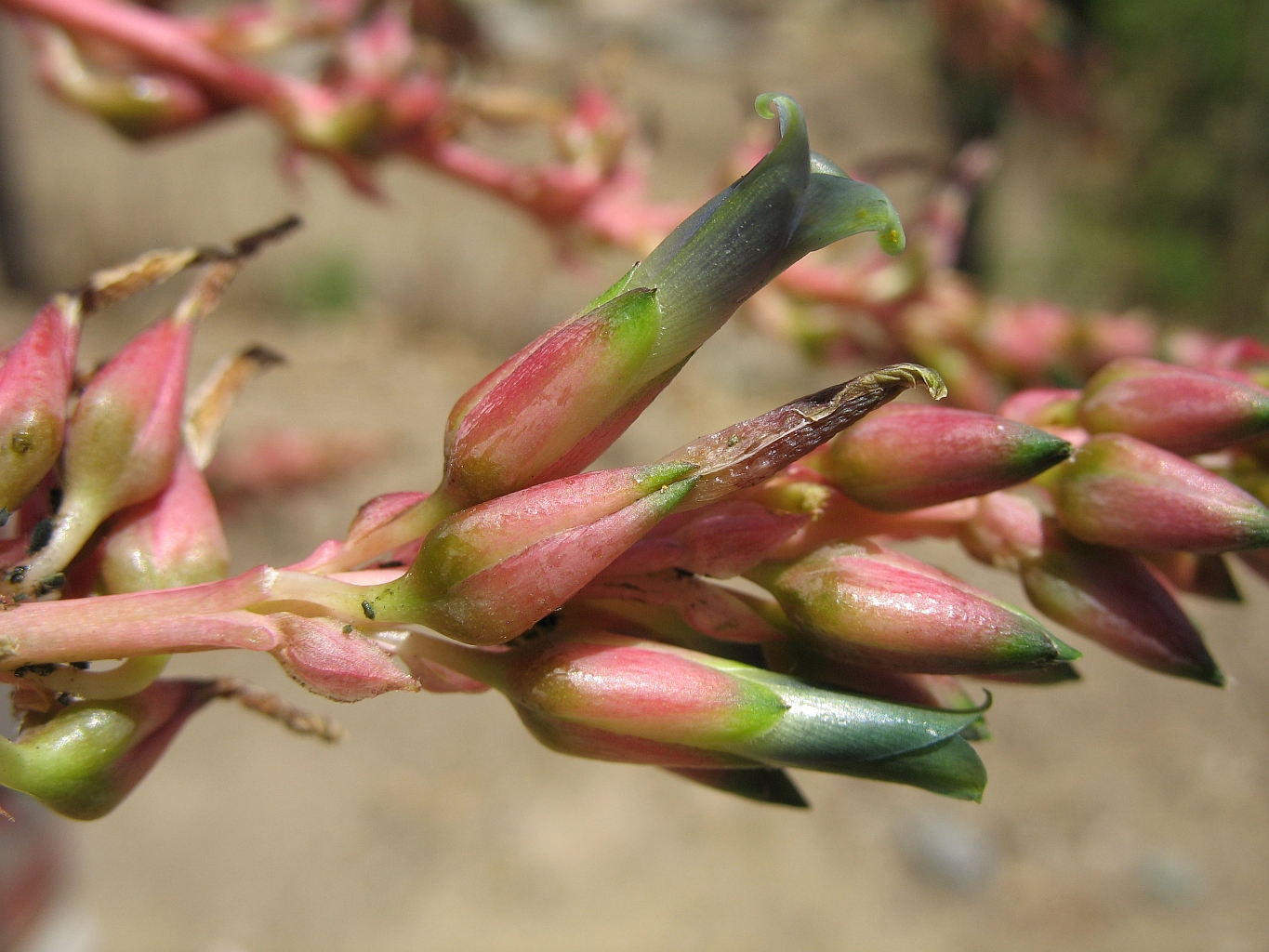